# Чамац за спасавање (филм)
Чамац за спасавање (енгл. Lifeboat) је амерички филм о преживљавању из 1944. године, режисера Алфреда Хичкока, према причи Џона Стајнбека. Улоге тумаче Талула Банкхед, Вилијам Бендикс, Валтер Слезак, Мери Андерсон, Џон Ходијак, Хенри Хал, Хедер Ејнџел, Хјум Кронин и Канада Ли. Радња филма је у потпуности смештена на чамац за спасавање који је пуштен са путничког брода кога је погодила и потопила нацистичка подморница.
Ово је први од Хичкокових филмова са „ограниченом поставком”, остали су Конопац (1948), Позови М ради убиства и Прозор у двориште (оба 1954), као и једини филм који је Хичкок снимио за 20th Century Fox. Филм је био номинован за три Оскара; за најбољу режију, најбољи оригинални сценарио и најбољу црно-белу фотографију. Банкхедова је освојила награду Удружења њујоршких филмских критичара за најбољу глумицу.
Иако је у време објављивања сматран контроверзним због наводног симпатичног приказа немачког капетана подморнице, филм се данас гледа повољније и неколико модерних критичара га је навело као један од Хичкокових потцењенијих филмова.

## Радња
Осам британских и америчких цивила, припадника службе и трговачких помораца Сједињених Држава заглављено је у чамцу за спасавање након што су се њихов брод и немачка подморница међусобно потопили у борби. Они спашавају и Вилија, преживелог Немца. Током озбиљне дебате, члан посаде машинског одељења, Ковак, захтева да се Немац избаци из чамца. Међутим, остали се противе, а радио-оператер Стенли, богати индустријалац Ритенхаус и колумнисткиња Кони Портер успевају да аргументују да му се дозволи да остане. Кони је одушевљена што је фотографисала битку, али њена фото-камера је прва од многих ствари које губи у мору у низу инцидената.
Госпођу Хигли, младу Британку чије је дете мртво када их извуку из воде, морају да вежу како би је спречили да се повреди. Она скаче са чамца у Конином капуту од нерца, док остали путници спавају. Открива се да је Вили капетан подморнице, а не само члан посаде.
Путници покушавају да организују своје оброке, одреде курс за Бермуде и коегзистирају док покушавају да преживе. Они такође сарађују када бивају принуђени да ампутирају ногу једном од својих сапутника, повређеног Гаса Смита. Ковак преузима контролу над чамцем, распоређујући мало хране и воде коју имају, али Вили, који има скривени компас и открива осталима да говори енглески, током олује преузима вођство. Гас, који је пио морску воду и сада халуцинира, хвата Вилија како пије воду из скривене пљоске. Гас покушава да каже Стенлију, али му Стенли не верује. Док остали спавају, Вили га гура са чамца у море. Гасови позиви у помоћ буде Стенлија и остале, али је прекасно.
Када путници схвате да Вили заиста има чутурицу воде, црнац Џо је извлачи из Вилијеве кошуље, али се она разбија. Вили објашњава да је, као и сви на немачкој подморници, имао протеинске штанглице и пилуле за енергију. У бесу, они нападају Вилија као група, сви осим Џоа, да би га савладали и избацили из чамца у море. Касније, Ритенхаус каже да никада неће разумети Вилијеву незахвалност. Стенли запроси Алис, а она прихвата, иако немају много наде да ће преживети. Кони грди све што су одустали, а затим нуди своју наруквицу као мамац за рибу. Риба гризе, али Џо угледа брод, и у јурњави за веслима, конопац прелази преко палубе и наруквица се губи.
Испоставља се да је то немачки брод за снабдевање до кога их је Вили водио. Немачки брод не успева да их погоди, али бива потопљен пуцњавом са америчког ратног брода, а током њихове кратке борбе чамац је замало уништен. По завршетку битке, Ковак процењује да ће савезнички брод бити тамо за 20 минута. Кони паничи због свог изгледа. Џо се нада да његова жена није забринута. Ритенхаус се диви слици Џоове породице. Они укратко говоре о својим плановима за после спасавања.
Уплашени, рањени, млади немачки морепловац увучен је у чамац за спасавање. Ритенхаус је сада у потпуности за његово убиство, а остали, укључујући Ковака, одлучују да га задрже. Млади Немац вуче пиштољ, али га Џо разоружа. Он пита на немачком: „Нећеш ме убити?” Ковак размишља: „'Нећеш ме убити?' Шта да радимо са таквим људима?” Стенли каже: „Не знам, мислио сам на госпођу Хигли и њену бебу и Гаса.” „Па”, каже Кони, „можда би они могли да одговоре на то”.
Филм се тиме завршава, уз привидан закључак да су сви потом спасени и враћени у америчко друштво.

## Улоге
| Глумац          | Улога                    |
| --------------- | ------------------------ |
| Талула Банкхед  | Констанс „Кони” Портер   |
| Вилијам Бендикс | Гас Смит                 |
| Валтер Слезак   | капетан Вили             |
| Мери Андерсон   | Алис Макензи             |
| Џон Ходијак     | Џон Ковак                |
| Хенри Хал       | Чарлс Џ. „Рит” Ритенхаус |
| Хедер Ејнџел    | госпођа Хигли            |
| Хјум Кронин     | Стенли „Спаркс” Гарет    |
| Канада Ли       | Џо Спенсер               |

Напомене
- Вилијам Јетер Млађи тумачио је улогу младог немачког морнара, али није био потписан.[7]
- Осим камео улоге у филму Stage Door Canteen (1943), Банкхедова се није појавила у неком филму још од 1932. године. Плаћена је 75.000 долара за своју улогу у Чамцу за спасавање.[8]

## Продукција
У време када је Чамац за спасавање кренуо у продукцију, Алфред Хичкок је био под уговором са Дејвидом О. Селзником. Студио 20th Century Fox је прибавио Хичкокове услуге у замену за неколико глумаца и техничара, као и права на три приче које је студио поседовао. Хичкок је требало да режира два филма за студио, али други никада није снимљен, наводно зато што је студио био незадовољан дужином времена потребног да се заврши продукција Чамца за спасавање.
Хичкок је био тај који је дошао на идеју за филм. Он се обратио Арчибалду Кронину, Џејмсу Хилтону и Ернесту Хемингвеју за помоћ у писању сценарија пре него што је пројекат дао Џону Стајнбеку, који је претходно написао сценарио за документарни филм Заборављено село из 1941. године, али никада није написао фиктивну причу за филмско платно. Стајнбекова намера била је да напише и објави роман и прода права студију, али прича никада није објављена јер су је његови књижевни агенти сматрали „инфериорном”. Стајнбек је добио 50.000 долара за права на своју причу. Стајнбек је био незадовољан филмом јер је представио оно што је он сматрао „увредом организованог рада” и „стереотипичном комедијом црнца” када је његова прича имала „црнца достојанства, сврхе и личности”. Тражио је, безуспешно, да се његово име уклони са филма. Верзија кратке приче Хичкокове идеје појавила се у часопису Collier's 13. новембра 1943. године. Написали су је Хари Силвестер и Хичкок, при чему је Стајнбек био заслужан за „оригиналну филмску причу”. Џо Сверлинг је написао највећи део сценарија. Други писци који су радили на различитим нацртима сценарија су Хичкокова супруга Алма Ревил, Мекинлеј Кантор, Патриша Колинџ, Алберт Манхајмер и Маријан Спицер. Хичкок је такође довео Бена Хехта да преправи крај.
Првобитно је планирано да се филм сними у боји са искључиво мушком глумачком екипом, од којих су многи требали да буду непознати глумци. Канада Ли, који је првенствено био позоришни глумац са само једном филмском улогом у то време, био је први глумац који је добио улогу у филму.
Хичкок је планирао углове камере за филм користећи минијатурни чамац за спасавање и фигурице. Током сцена пуцњаве коришћена су четири чамца за спасавање. Пробе су се одвијале у једном, одвојени чамци су коришћени за крупне планове и снимке из даљине, а други је био у студијском резервоару великих размера, где су снимане сцене на води. Осим позадинских снимака које је снимила друга јединица у околини Мајамија, на Флорида Кизу и на острву Сан Мигел у Калифорнији, филм је снимљен у студију 20th Century Fox у Лос Анђелесу.
Филм је био у продукцији од 3. августа до 17. новембра 1943. године. Разне болести су биле стални део продукције од почетка. Пре почетка снимања, Вилијам Бендикс је заменио глумца Марија Алпера када се Алпер разболео, а после две недеље снимања, директора фотографије Артура Милера заменио је Глен Маквилијамс због болести. Талула Банкхед је два пута оболела од упале плућа током снимања, а Мери Андерсон се озбиљно разболела током продукције, због чега је изгубљено неколико дана продукције. Хјум Кронин је претрпео два напукла ребра и умало се удавио када је ухваћен испод воденог активатора који је правио таласе за сцену олује. Спасио га је спасилац.
Филм је јединствен међу Хичкоковим америчким филмовима по томе што нема музичке партитуре (осим певања капетана Вилија и Гаса, уз пратњу флауте); студијски оркестар студија је коришћен само за уводну и завршну шпицу. Хичкок је одбацио идеју о музици у филму о људима насуканим на мору питајући: „Одакле би оркестар дошао?” Каже се да је Хуго Фридхофер у одговору упитао: „Одакле би камере дошле?”

### Хичкоков камео
Редитељ Алфред Хичкок је имао камео улогу у већини својих филмова. Једном је прокоментарисао Франсоа Трифоу  – у књизи Хичкок/Трифо – да је ову посебну камео улогу било тешко постићи, због недостатка случајних пролазника у филму. Иако је првобитно размишљао да се појави као тело које би плутало поред чамца за спасавање – приступ који је касније разматрао за свој камео у филму Махнитост – Хичкок је био инспирисан сопственим успехом у губитку тежине и одлучио је да позира за фотографије „пре” и „после” у реклами за измишљени лек за мршављење, „Reduco”, приказан у новинама које читају у чамцу. Хичкок је изјавио да су га опседали писма људи који су се распитивали о овом леку. Хичкок је поново искористио овај производ у филму Конопац, где се његов профил и „Reduco” појављују на црвеном неонском натпису.

### Заслуге за продукцију
- Режисер − Алфред Хичкок
- Продуцент − Кенет Макгауан
- Сценарио − Џон Стајнбек (прича), Џо Сверлинг (сценарио)
- Кинематографија − Глен Маквилијамс (директор фотографије)
- Уметничка режија − Џејмс Басеви и Морис Ренсфорд (уметничка режија); Томас Литл и Френк Хјуз (декорација сетова)
- Монтажа − Дороти Спенсер
- Костими − Рене Хуберт
- Шминка − Гај Пирс
- Специјални ефекти − Фред Серсен
- Технички саветник − Томас Фицсимонс
- Звук − Бернард Фририкс и Роџер Хеман
- Музика − Хуго Фридхофер (музика), Емил Њуман (музички режисер)

## Пријем
Док савремени критичари виде филм позитивно, приказ немачког лика у филму, на начин који је сматран позитивним, изазвао је значајне контроверзе у време објављивања, у јеку Другог светског рата. Утицајни рецензенти и колумнисти, укључујући Дороти Томпсон и Бослија Краутера из новина The New York Times, сматрали су да филм оцрњује америчке и британске ликове док велича Немце. Краутер је писао да би „нацисти, уз понеки рез ту и тамо, могли да претворе Чамац за спасавање у удар бича против 'декадентних демократија'. И упитно је да ли је такав филм, са таквом тематиком, разуман у овом тренутку”. У књизи Хичкок/Трифо, Хичкок је парафразирао Томпсонину критику као „Дороти Томпсон је дала филму десет дана да оде из града”.
Такав коментар је натерао Стајнбека, који је раније био критикован због свог приказа немачких ликова у књизи Месец је зашао, да се јавно дистанцира од филма, да осуди Хичкоков и Сверлингов третман његовог материјала и да затражи да се његово име не користи у вези са представљањем филма. Краутер је одговорио тако што је детаљно описао разлике између Стајнбекове новеле и филма, оптужујући креаторе филма да су „претходили” Стајнбеков „креативни ауторитет”.
Хичкок је одговорио на критике објашњавајући да је морал филма био да савезници морају да престану да се свађају и раде заједно да би добили рат, и бранио је приказ немачког лика, рекавши: „Увек поштујем свог зликовца, направио сам га неповерљивим ликом који ће мог хероја или тезу учинити вреднијим дивљења у победи над њим.” Банкхедова га је подржала у интервјуу у којем је изјавила да је режисер „желео да нас научи важну лекцију. Хтео је да каже да не можете веровати непријатељу... у Чамцу за спасавање јасно видите да не можете веровати нацистима, ма колико изгледали фини.” Она је критике упућене филму да је превише про-осовински назвао „моронским”.
Критике су упућене и на сценарио због приказивања афроамеричког лика Џоа као „сувише стереотипног”. Глумац Канада Ли је сведочио да је покушао да преправи лик ревидирањем дијалога, пре свега елиминишући поновљена „да господине” и „не господине” која су звучала поданички, и укидајући неке радње. Биро за филмове прегледало је филм и за ове и друге расне карактеристике препоручило да се Чамац за спасавање не дистрибуира у иностранству. Национално удружење за напредак обојених недвосмислено је осудило Лијеву улогу иако је похвалило његов наступ. Међутим, у рецензији новина Baltimore Afro-American, коментарисани су недостаци у вези са ликом, похваљена је и изведба и његова улога. Историчарка Ребека Склароф, док је писала да је Џоова улога била више „стереотипна” од црначких улога у ратним филмовима Сахара и Батан, приметила је да је Џо такође приказан као саосећајан, поуздан и херојски, једини члан глумачке екипе који је иступио да разоружа другог спашеног немачког морнара.
Критичари су похвалили глуму, режију и кинематографију у филму и са захвалношћу приметили недостатак позадинске музике када сам филм почне. Ипак, руководиоци студија, под притиском због контроверзи, одлучили су да дају филму ограничено издање уместо широког издања које је имала већина Хичкокових филмова. Рекламирање за филм је такође смањено, што је резултирало лошим успехом филма на благајнама када је објављен 1944. године.

### Награде и номинације
| Награда                                         | Категорија                          | Номиновани                          | Резултат   |
| ----------------------------------------------- | ----------------------------------- | ----------------------------------- | ---------- |
| Оскар                                           | Најбољи режисер                     | Алфред Хичкок                       | Номинација |
| Оскар                                           | Најбољи оригинални сценарио         | Џон Стајнбек                        | Номинација |
| Оскар                                           | Најбоља фотографија                 | Глен Маквилијамс                    | Номинација |
| Награде Националног одбора за рецензију филмова | Топ десет филмова                   | Топ десет филмова                   | Освојено   |
| Награда Удружења њујоршких филмских критичара   | Најбоља глумица                     | Талула Банкхед                      | Освојено   |
| Награде Сатурн                                  | Најбоље DVD издање филмског класика | Најбоље DVD издање филмског класика | Освојено   |

## Адаптације
NBC је 16. новембра 1950. емитовао једносатну радио адаптацију филма у радио-серији Screen Directors Playhouse. Хичкок ју је режирао, а Банкхедова је поновила своју улогу из филма. У глумачкој екипи су такође били Џеф Чендлер и Шелдон Леонард.
Године 1993. изашао је научнофантастични римејк Чамца за спасавање под називом Лајфпод. Римејк премешта радњу са чамца за спасавање у капсулу за спасавање свемирског брода 2169. године, а улоге тумаче Рон Силвер, који је такође био режисер, Роберта Лоџа и Си Си Ејч Паундер. Филм је емитован на каналу Fox у Сједињеним Државама. За причу су потписани Хичкок и Хари Силвестер.